# Powieść traktat
Powieść traktat – typ powieści, popularny we wczesnej fazie rozwoju gatunku. Fabuła w powieści traktacie ma drugorzędne znaczenie, ponieważ losy bohaterów są dla autora jedynie pretekstem do wygłoszenie poglądów społeczno-politycznych. Jego przekonania zazwyczaj wypowiada jeden z bohaterów, w wyjątkowych przypadkach może czynić to narrator. Obecnie ten rodzaj powieści nie jest popularny. Przykład: Pan Podstoli Ignacego Krasickiego.  